# Eumycota
Secția Eumycota include ciupercile adevărate fiind incluse in regnul Mycota, care se împart în inferioare și superioare în funcție de structura corpului vegetativ. Ca ciuperci inferioare sunt considerate speciile la care corpul vegetativ este de tipul gimnoplast, plasmodiu, miceliu unicelular. La ciupercile superioare corpul vegetativ este un miceliu multicelular sau un tal masiv. Din categoria ciupercilor inferioare fac parte clasele Chytridiomycetes, Oomycetes și Zygomycetes, iar din superioare clasele Ascomycetes, Basidiomycètes, Deuteromycetes.

## Clasificarea regnului Fungi după ITIS
Acesta este clasificarea regnului Fungi după ITIS (Integrated Taxonomic Information System)
| Regn  | Subregn  | Diviziune       |
| Fungi | -        | Myxomycota      |
| Fungi | Dikarya  | Ascomycota      |
| Fungi | Dikarya  | Basidiomycota   |
| Fungi | Eomycota | Chytridiomycota |
| Fungi | Eomycota | Glomeromycota   |
| Fungi | Eomycota | Zygomycota      |